# ایندین کریک (فلوریدا)
ایندین کریک (به انگلیسی: Indian Creek) روستای در شهرستان میامی-دید ایالت فلوریدا است که در سال ۱۹۳۹ بنیان‌گذاری شده‌است. این روستا طبق سرشماری سال ۲۰۱۰ میلادی، ۸۶ نفر جمعیت داشته و مساحت آن نیز ۱٫۲ کیلومتر مربع است.